# Henryk Ross
Henryk Ross (Varsóvia, 1 de maio de 1910 – Jerusalém, 1991) foi um fotógrafo judeu polonês, contratado pelo Departamento de Estatística do Judenrat, no Gueto de Łódź, durante o Holocausto, na Polônia ocupada.

## Biografia
Ross nasceu em 1910, em Varsóvia, na época capital do Reino da Polônia. Antes da Segunda Guerra Mundial, trabalhava como fotógrafo esportivo para um jornal de Varsóvia.
A partir de 1940, durante a ocupação nazista da Polônia, Ross foi empregado no Departamento de Estatísticas do Judenrat, no Gueto de Łódź. Como fotógrafo oficial, ele tinha uma posição delicada: enquanto desempenhava suas funções para as autoridades nazistas, arriscou sua vida documentando secretamente as atrocidades, como enforcamentos públicos, sem despertar suspeitas dos alemães.
Entre suas tarefas oficiais, Ross tirava fotos de identidade para os residentes do gueto. Para driblar a escassez de filme fornecido pelos nazistas, ele montou um cenário em três níveis em seu estúdio, permitindo fotografar até doze pessoas com um único negativo. Isso lhe dava a oportunidade de poupar filme para captar cenas não autorizadas.
Nas fotos clandestinas, Ross registrou a vida cotidiana no gueto: celebrações comunitárias, crianças revirando o lixo em busca de comida e grupos de judeus sendo levados para a deportação, carregados em vagões de trem.
Em 1944, os nazistas iniciaram a liquidação do gueto de Łódź, deportando os judeus restantes para os campos de extermínio de Chełmno e Auschwitz. No outono daquele ano, Ross enterrou suas fotos e negativos em uma caixa, na esperança de que sobrevivessem como registro histórico.
Cerca de 800 judeus, incluindo Ross, foram temporariamente mantidos no gueto para limpá-lo, enquanto já se preparavam oito valas comuns para eles. No entanto, antes que os nazistas conseguissem assassiná-los, o Exército Vermelho libertou o gueto em janeiro de 1945. Ross conseguiu desenterrar sua caixa, mas grande parte de seu material estava danificado ou destruído pela água; ainda assim, cerca de metade das suas 6.000 fotos sobreviveu.

## Pós-guerra e morte
Em 1950, Ross imigrou para Israel e, em 1961, testemunhou no julgamento de Adolf Eichmann. Ele faleceu em 1991.